# Torre Mingrat
La torre Mingrat és un edifici de Ripollet (Vallès Occidental) inclòs a l'Inventari del Patrimoni Arquitectònic de Catalunya.

## Descripció

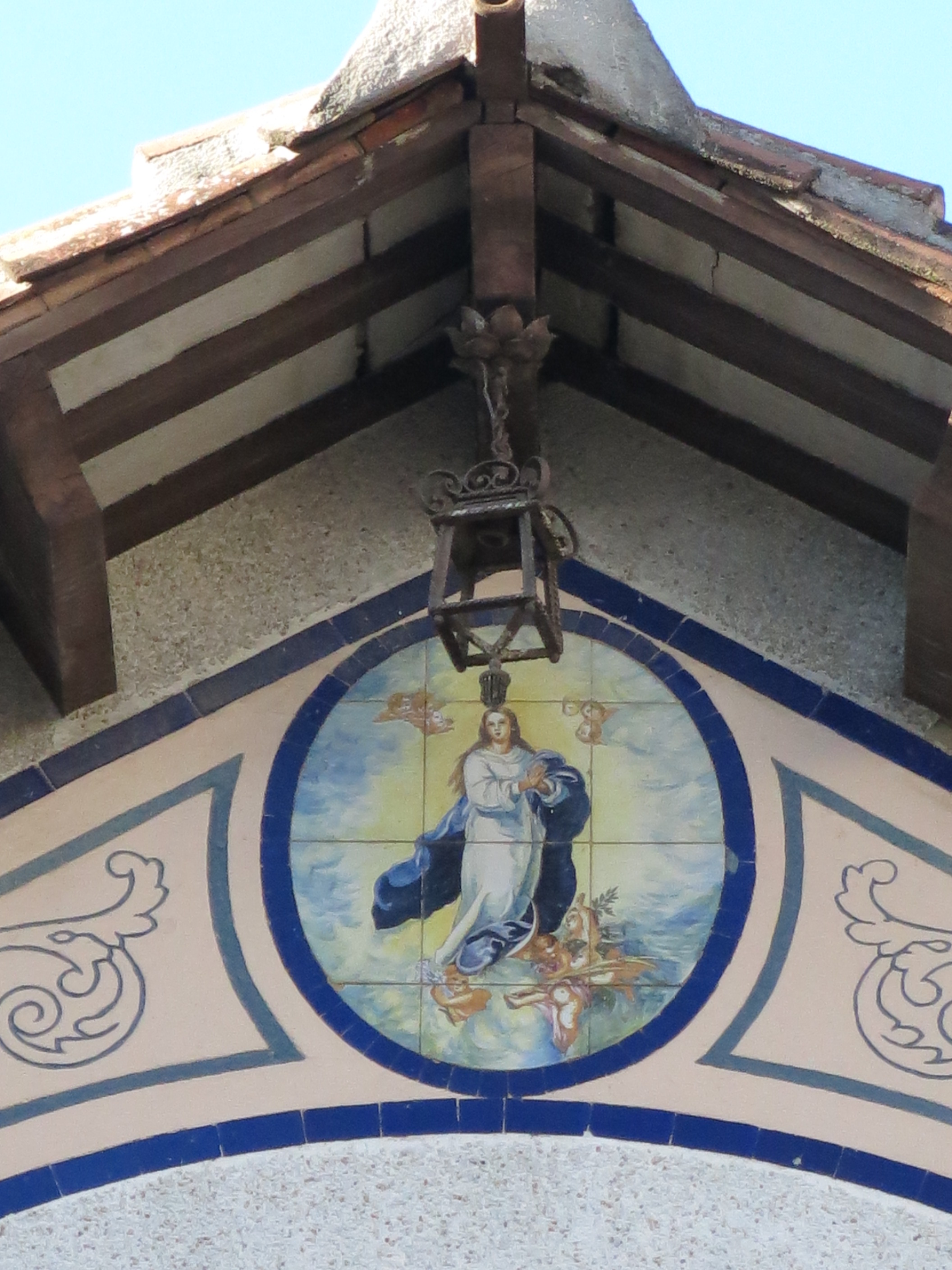
Plafó de la Mare de Déu

És un edifici unifamiliar aïllat, envoltat per jardí, que compta amb una planta baixa, un pis i golfes. La coberta és a dues vessants. A la façana principal, ubicada al carrer Joan Miró, presenta a la planta baixa la porta d'accés i dues obertures allindades. Quatre columnes dòriques sostenen un balcó i formen un porxo a la planta baixa. Al primer pis, quatre columnes dòriques més sostenen un arc lleugerament peraltat central i dos carpanells als laterals, formant una ampla galeria. A l'espai que resta entre aquesta galeria del primer pis i el ràfec de la coberta, una decoració a base de rajoles, amb una imatge de la Mare de Déu, coronant-la.

## Història
Bastida com a torre d'estiueig durant la dècada dels anys 30, el seu primer propietari, el Sr. Moya, la va vendre vers el 1945 al Sr. Mingrat. Durant els anys 50 l'edifici fou residència de les monges de l'orde de Cor de Maria. A inicis dels anys 80 va ser adquirit per la Caixa de Pensions per a la Vellesa i d'Estalvis. L'any 1985, La Caixa va arribar a un acord amb el Centre d'Esplai l'Estel perquè fessin servir l'edifici com a seu.